# Jan Hojer

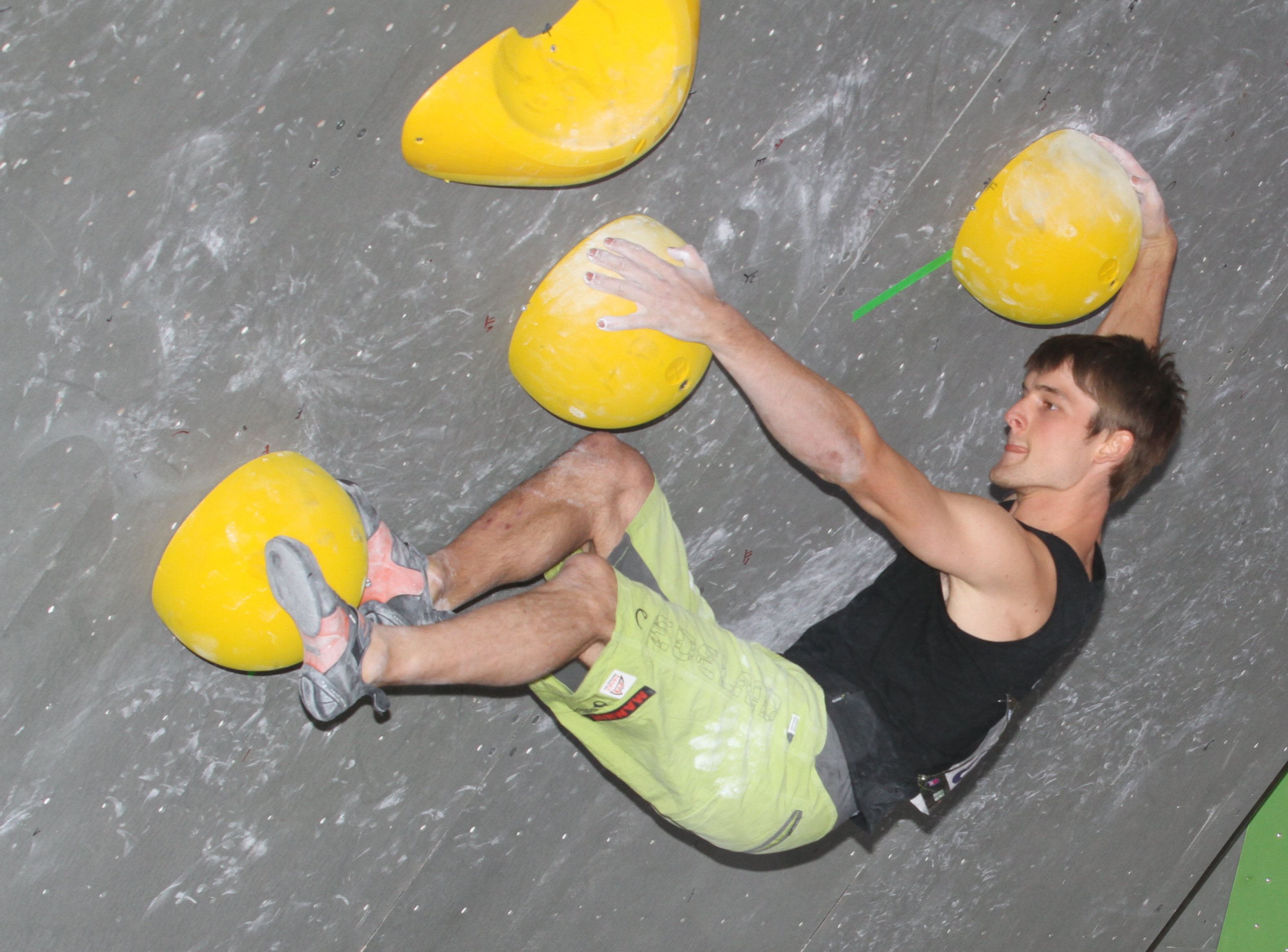
Jan Hojer beim Boulder World Cup 2015 in München

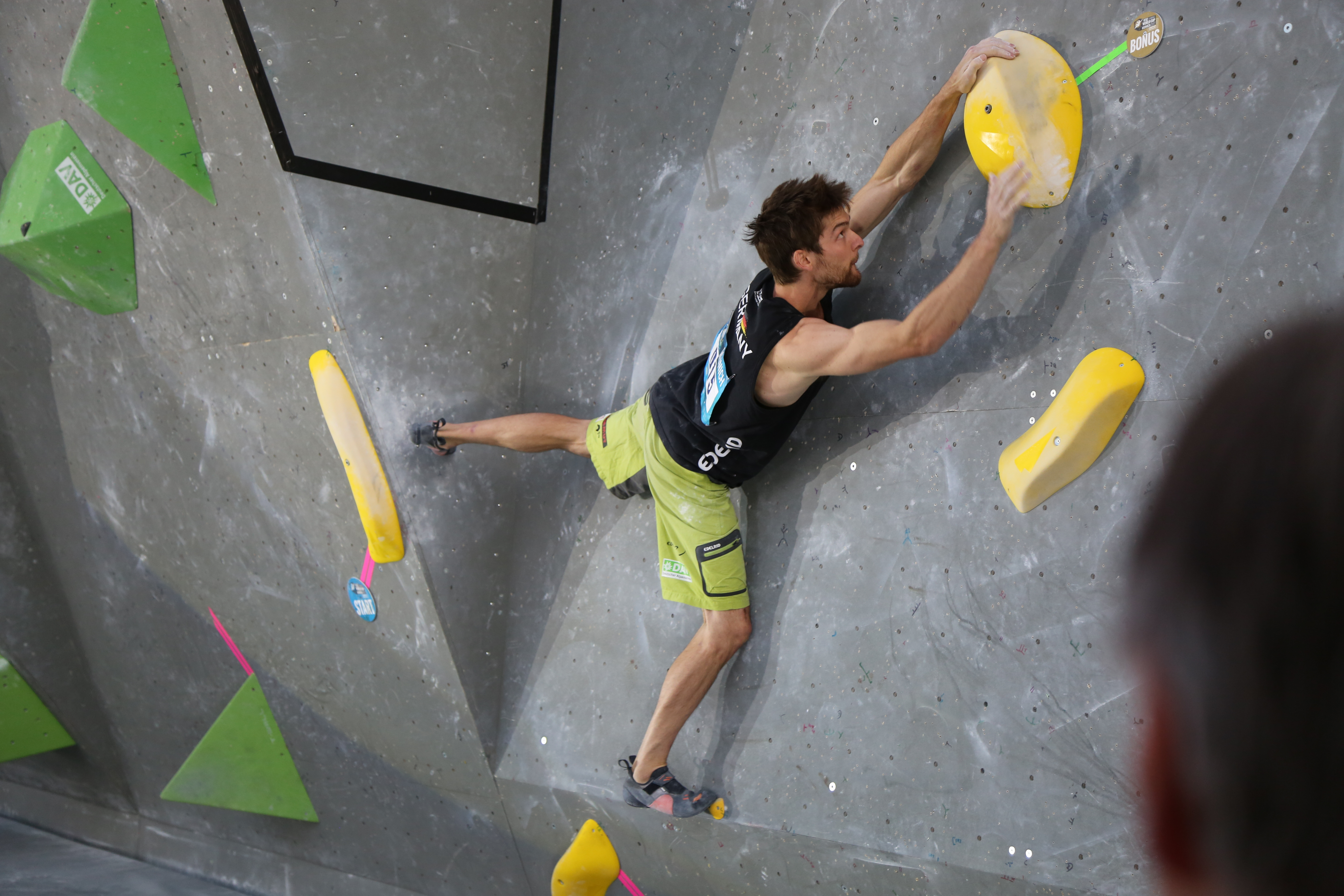
Hojer beim Boulder World Cup München, 2017

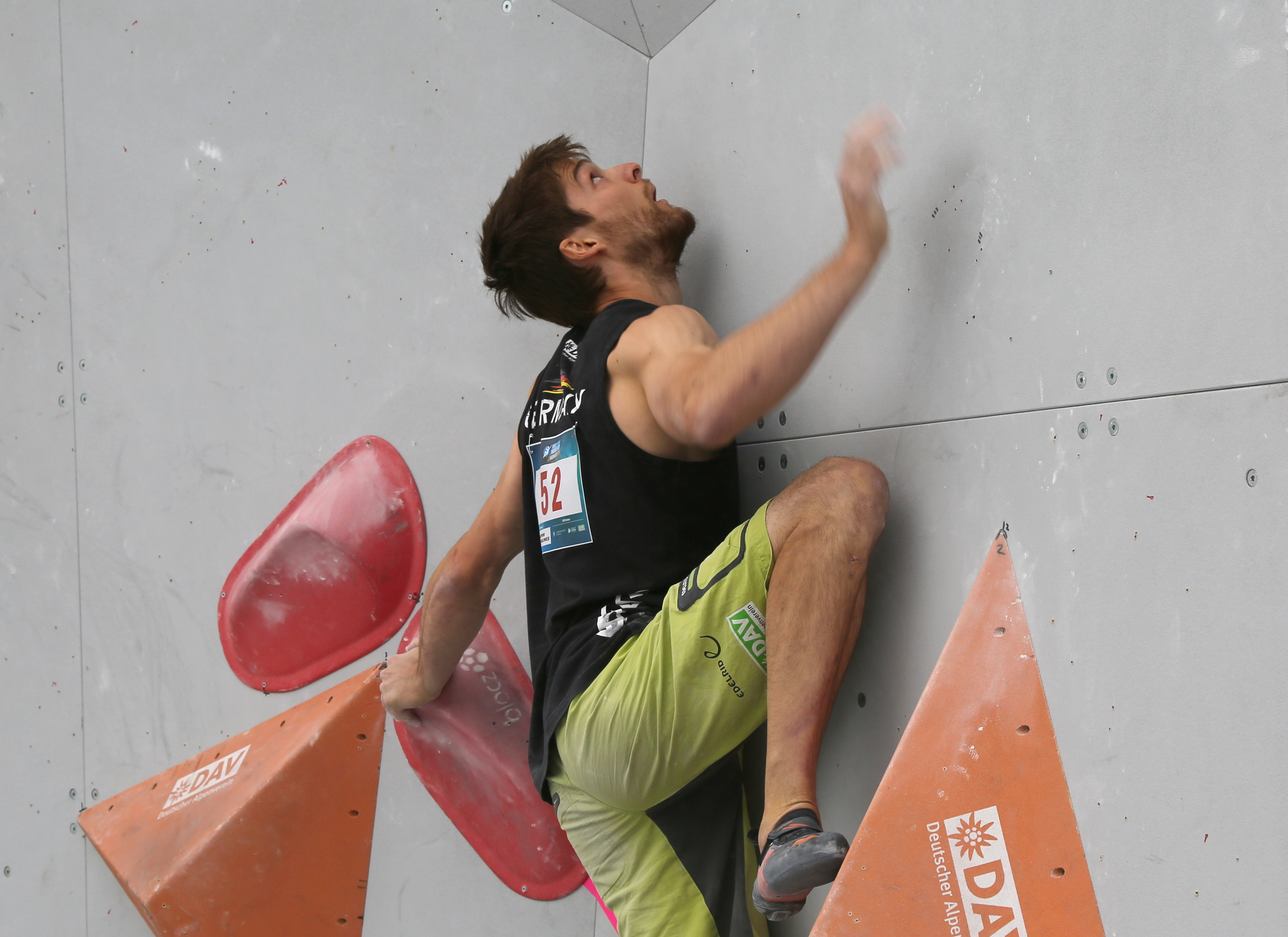
Hojer 2018 im Halbfinale des Boulder World Cups in München

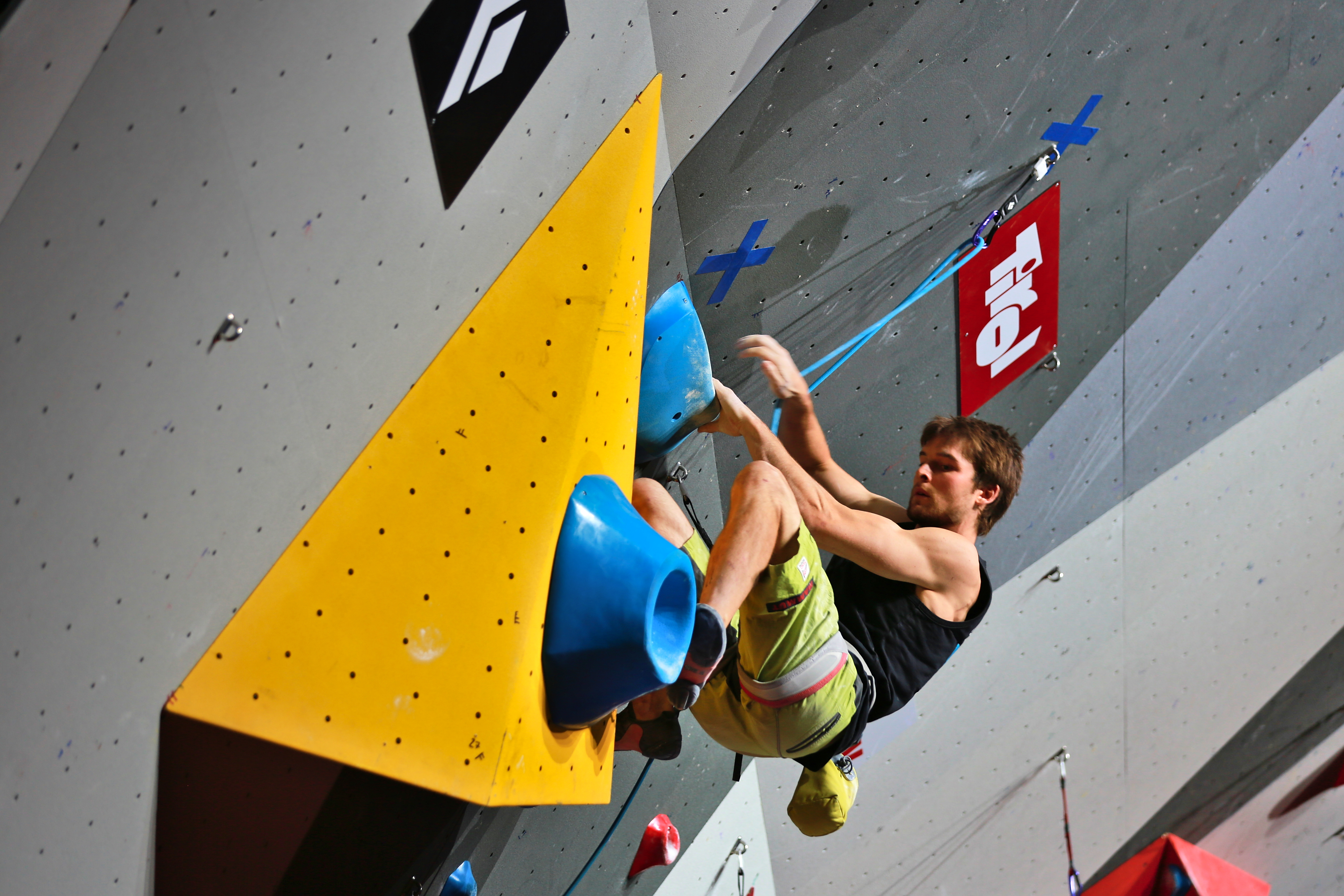
Hojer bei der Kletterweltmeisterschaft 2018 im Lead

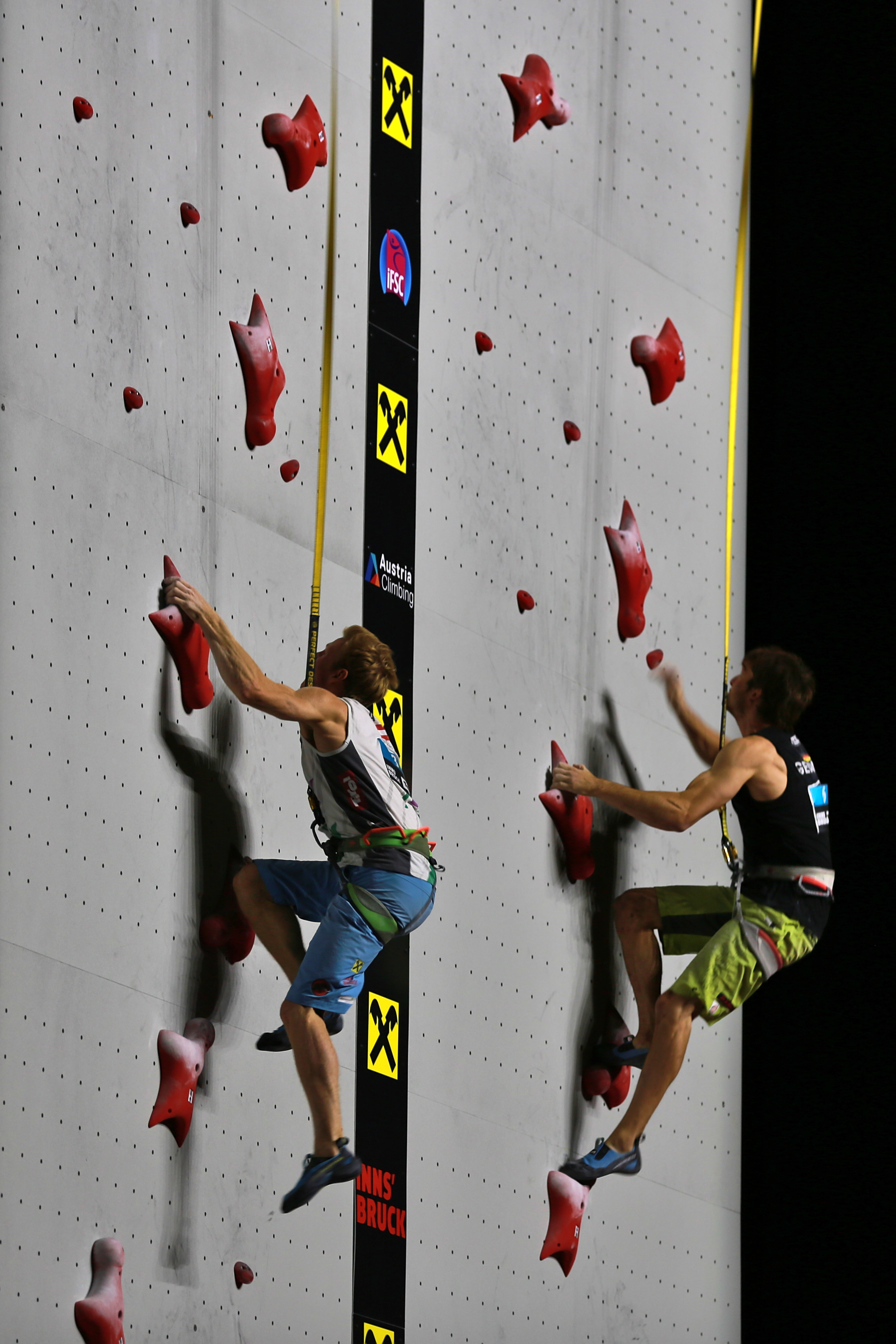
Hojer bei der Kletterweltmeisterschaft 2018 im Speed

Jan Hojer (* 9. Februar 1992 in Köln) ist ein deutscher Sport- und Wettkampfkletterer.
Bekannt wurde er vor allem durch den Gesamtsieg des Boulderweltcups 2014 und seine Teilnahme an den Olympischen Sommerspielen 2020.

## Karriere
Erstmalig nahm Jan Hojer 2004 am Deutschen Jugendcup (Lead) und 2006 am Jugendeuropacup (Lead) teil. Bereits 2008 gewann er mit geradmal 16 Jahren die Deutsche Meisterschaft der Erwachsenen im Schwierigkeitsklettern (Lead). Im selben Jahr gewann er seinen ersten Jugendeuropacup und debütierte im IFSC Kletterweltcup.
Im Mai 2010 gelang ihm nach zehn Tagen die dreizehnte Begehung der von Wolfgang Güllich erstbegangenen Route Action Directe im Schwierigkeitsgrad 9a.

### Internationaler Wettkampferfolg
Mit der Spezialisierung auf das Bouldern gelang ihm 2012 der Finaleinzug bei der Boulder-Weltmeisterschaft in Paris und seine erste Podiumsplatzierung im Boulderweltcup in Vail. Seinen ersten Weltcup gewann er 2013 in Innsbruck.
2014 erreichte Jan Hojer den dritten Platz bei der Boulder-Weltmeisterschaft in München und wurde Gesamtweltcupsieger. Im folgenden Jahr wurde er Europameister im Bouldern in Innsbruck und erreichte Platz 2 im Gesamtweltcup.
Im Juli 2016 nahm er an der ersten Staffel "Ninja Warrior Germany" teil.
Da das Reglement für die Olympischen Sommerspiele 2020 eine Kombinationswertung aus den drei Disziplinen (Bouldern, Lead, Speed) verlangte, startete er 2017 erstmals auch im Speed-Klettern. Im Lead erreichte er dabei einen 4. Platz beim Worldcup im Schweizerischen Villars und bei den World Games 2017 errang er Platz 2.
Im August 2017 erreichte er beim Boulder-Worldcup in München den Tagessieg und wurde Europameister im Bouldern und der Kombination. Bei der ersten Weltmeisterschaft im Olympic Combined Format belegte er 2018 den 3. Platz.

### Olympischen Sommerspiele 2020
Nachdem er bei den Kombinationsweltmeisterschaften 2019 nur den 17. Platz belegte, verpasste er die erste Chance der Qualifikation für die Olympische Sommerspiele 2020. Später bei den Olympischen Qualifikationswettkämpfen in Toulouse konnte Jan Hojer sich gegen seinen Trainingspartner und deutschen Teamkollegen Yannick Flohé durchsetzen und so für die Teilnahme an den Olympischen Sommerspielen qualifizieren. Dort belegte Hojer im August 2021 in der Qualifikation den 12. Platz und verpasste so den Finaleinzug.
Bei der Weltmeisterschaft 2021 in Moskau nahm er an seinem letzten internationalen Wettkampf der IFSC teil und belegte Platz 4 in der Kombination.

## Größte sportliche Erfolge

### Fels
- Es Pontas (9a+/9b) vor Mallorca[6]
- Action Directe (9a) im Frankenjura
- Bah Bah Black Sheep (8c+) in Céüse
- The Big Island (Fb. 8C, Bouldern) in Fontainebleau[7]
- Le Marathon de Boissy (FA, Fb. 8C, Boulder)[8]
- The Story of Two Worlds (Fb. 8C, Boulder)[9]
- From Dirt Grows the Flowers (Fb. 8C, Boulder)
- Dreamtime (Fb. 8C, Boulder)[10]

### Wettkämpfe
- 2005
  - 2. Platz Deutsche Meisterschaft Jugend B
- 2006
  - 2. Platz Deutsche Meisterschaft Jugend B
- 2007
  - 4. Platz Jugendweltmeisterschaft (Lead)
  - 1. Platz Deutsche Meisterschaft Jugend B
- 2008
  - 2. Platz Gesamtwertung European Youth Series
  - 1. Platz Deutsche Meisterschaft (Lead), Heilbronn
  - 1. Platz Deutsche Meisterschaft Jugend A
- 2010
  - 2. Platz Gesamtwertung Deutscher Sportklettercup
- 2011
  - 1. Platz Gesamtwertung Deutscher Bouldercup
  - 1. Platz Gesamtwertung Deutscher Sportklettercup
  - 1. Platz Gesamtwertung Deutsche Meisterschaft Junioren
- 2012
  - 3. Platz Weltcup (Bouldern) in Vail
  - 5. Platz Weltmeisterschaft (Bouldern) in Paris
- 2013
  - 1. Platz Weltcup (Bouldern) in Innsbruck
  - 2. Platz Weltcup (Bouldern) in Log-Dragomer
- 2014
  - 1. Platz Gesamtweltcup (Bouldern)
  - 3. Platz Weltmeisterschaft (Bouldern) in München
  - 1. Platz Weltcup (Bouldern) in Haiyang
  - 1. Platz Weltcup (Bouldern) in Grindelwald
  - 1. Platz Weltcup (Bouldern) in Chongqing
  - 2. Platz Weltcup (Bouldern) in Baku
  - 2. Platz Weltcup (Bouldern) in Toronto
  - 1. Platz Gesamtwertung Deutscher Bouldercup
  - 1. Platz Deutsche Meisterschaft (Bouldern) in Friedrichshafen
- 2015
  - 2. Platz Gesamtweltcup (Bouldern)
  - 1. Platz Weltcup (Bouldern) in Vail
  - 1. Platz Europameisterschaft (Bouldern) in Innsbruck
  - 1. Platz Gesamtwertung Deutscher Bouldercup
- 2016
  - 2. Platz Weltcup (Bouldern) in Chongqing
  - 1. Platz Gesamtwertung Deutscher Bouldercup
- 2017
  - 1. Platz Weltcup (Bouldern) in München
  - 1. Platz Europameisterschaft (Bouldern) in München
  - 1. Platz Deutsche Meisterschaft (Lead) in Hilden
  - 2. Platz Deutsche Meisterschaft (Bouldern) in Berlin
- 2018
  - 3. Platz Weltmeisterschaft (Olympic Combined) in Innsbruck
  - 1. Platz Deutsche Meisterschaft (Olympic Combined) in Augsburg
  - 2. Platz Deutsche Meisterschaft (Speed) in Hilden
- 2019
  - 5. Platz IFSC Combined Qualifier in Toulouse
  - 3. Platz Weltcup (Bouldern) in München
  - 1. Platz Deutsche Meisterschaft (Lead) in Hilden
  - 1. Platz Deutsche Meisterschaft (Olympic Combined) in Augsburg
  - 1. Platz Deutsche Meisterschaft (Speed) in Duisburg
- 2021
  - 12. Platz Olympische Sommerspiele 2020 (Olympic Combined) in Tokio
  - 4. Platz Weltmeisterschaft (Olympic Combined) in Moskau
  - 2. Platz Deutsche Meisterschaft (Bouldern) in Bochum
- 2022
  - 3. Platz Deutsche Meisterschaft (Lead) in Neu-Ulm
- 2023
  - 2. Platz Deutsche Meisterschaft (Bouldern) in Duisburg
  - 1. Platz bei der deutschen Boulder Bundesliga
- 2024
  - 1. Platz bei der deutschen Boulder Bundesliga

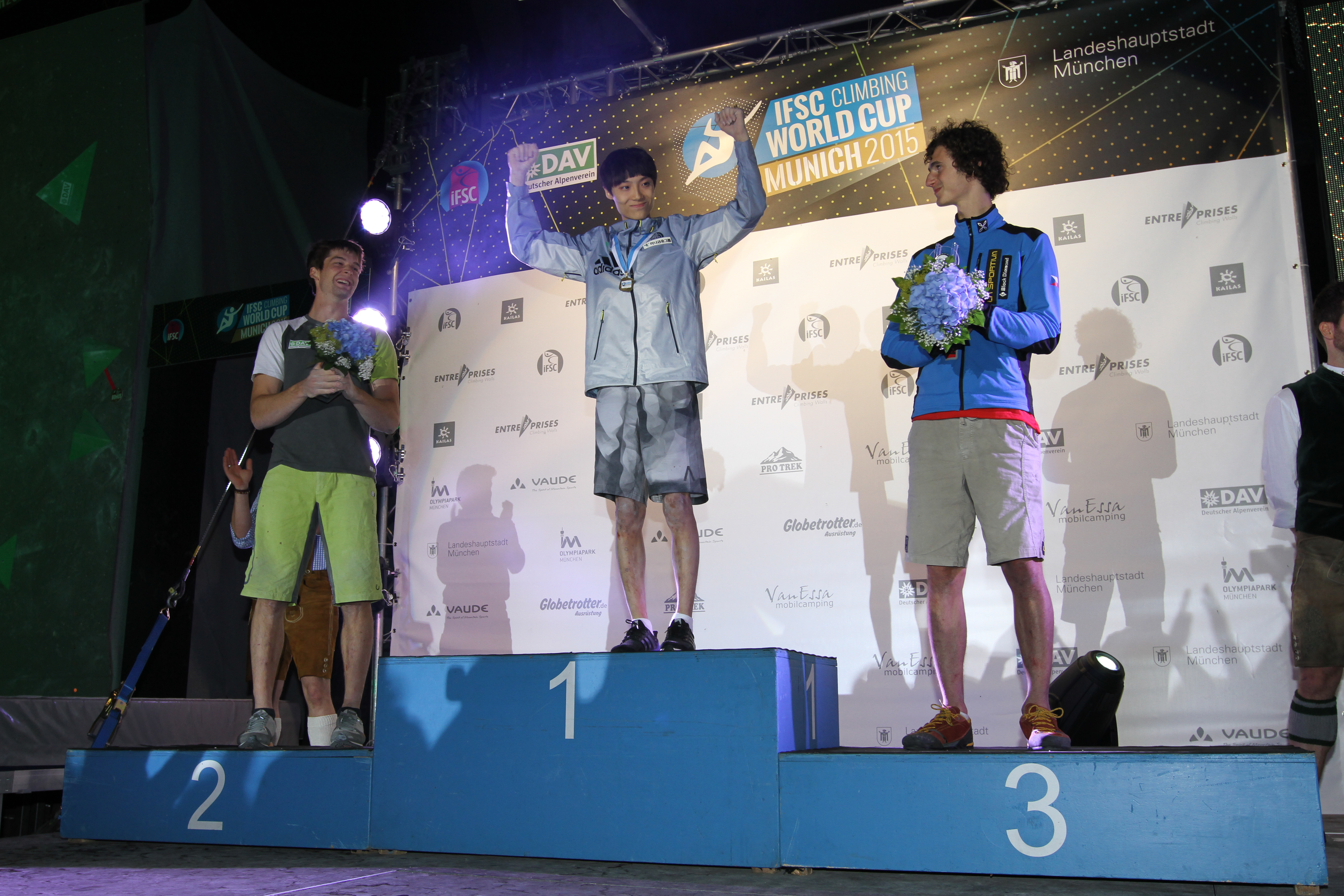
Jan Hojer als 2. im Gesamtweltcup 2015
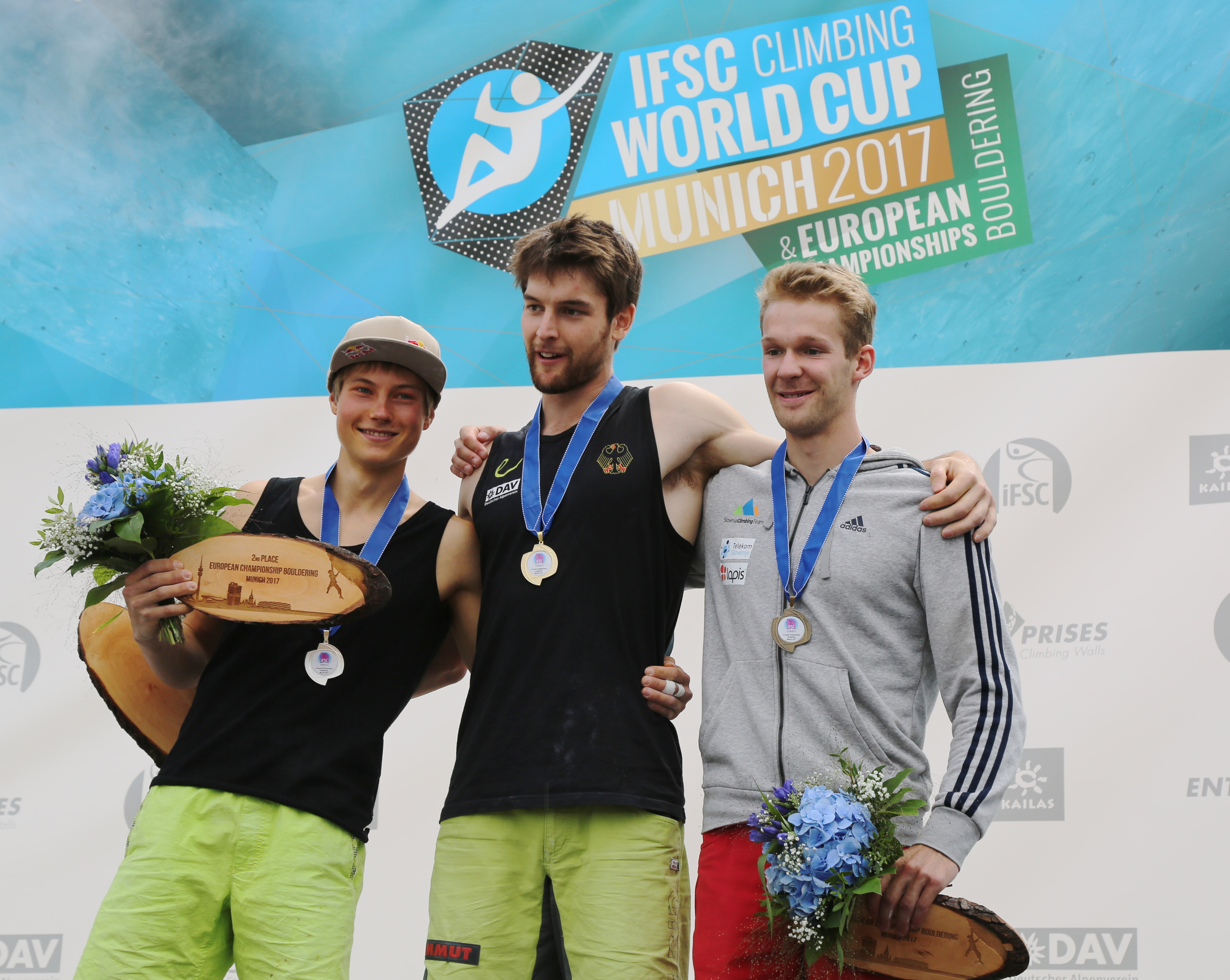
Jan Hojer als Europameister 2017